# Romano Lemm
Romano Lemm (ur. 25 czerwca 1984 w Dielsdorfie) – szwajcarski hokeista występujący na pozycji środkowego w Kloten Flyers, reprezentant Szwajcarii, olimpijczyk z Turynu.

## Kariera klubowa
- HC Thurgau (2001)
- Kloten Flyers (2001–2008)
- HC Lugano (2001–2008)
- Kloten Flyers (od 2008)